# Карункодітіву-01
Грама Ніладхарі Карункодітіву-01 (№ AP/15) — Грама Ніладхарі підрозділу ОС Аккарайпатту, округ Ампара, Східна провінція, Шрі-Ланка.

## Демографія
| Населення (2007) | Населення (2007) | Населення (2007) | Населення (2007) | Населення (2007) |
| Населення        | Чоловіки         | Жінки            | Діти             | Дорослі          |
| ---------------- | ---------------- | ---------------- | ---------------- | ---------------- |
| 1147             | 588              | 559              | 409              | 738              |